# ルワンダ国際戦犯法廷
ルワンダ国際戦犯法廷（ルワンダこくさいせんぱんほうてい、英語: International Criminal Tribunal for Rwanda、ICTR）は、1994年11月に国際連合安全保障理事会決議955によって1994年11月に設置された国際司法機関。正式名称は「1994年1月1日と1994年12月31日の間でルワンダ領域内で行われた集団殺害及びその他の国際人道法の重大な違反について責任を有する者ならびに隣接諸国の領域で行われた集団殺害及びその他のこのような違反に責任を有するルワンダ市民の訴追のための国際刑事裁判所」（英: the International Criminal Tribunal for the Prosecution of Persons Responsible for Genocide and Other Serious Violations of International Humanitarian Law Committed in the Territory of Rwanda and Rwandan citizens responsible for genocide and other such violations committed in the territory of neighbouring States, between 1 January 1994 and 31 December 1994）である。ルワンダ国際刑事裁判所とも呼ばれる。

## 設立の目的
ルワンダ領域内で行われた国際人道法の重大な違反について責任を有する個人を訴追・処罰する。

## 所在地
アルーシャ（タンザニア）

## 設置根拠
- 1994年11月8日、安全保障理事会決議[1]
国際連合憲章第7章の下に行動する安全保障理事会により、非軍事的措置の一環として安全保障理事会の補助機関（国連憲章第29条）という形で設置された。
- ルワンダ国際刑事裁判所規程[2]

## 管轄
- 時間的管轄 - 1994年1月1日から1994年12月31日
- 人的管轄 - 個人（自然人）
- 事項的管轄（対象犯罪）
  1. ジェノサイド罪
  2. 人道に対する罪
  3. ジュネーブ共通三条および第二追加議定書

## 刑罰
拘禁刑（死刑なし）

## 事例
- アカイェス事件 - 判決において、はじめて、ジェノサイドの存在の認定が行われた。
- 2011年5月17日、元ルワンダ軍少将、オギュスタン・ビジムングに禁錮30年の実刑判決、同じく元偵察大隊長とその部下にもそれぞれ禁錮20年の実刑判決、民兵組織の幹部、アウグスティン・ンディンディリイマナに対しても有罪を宣告した（ただし11年間の服役を考慮し釈放）[3]。